# Leo Apostel
‎Leo Apostel, belgijski filozof, pedagog in prostozidar, * 4. september 1925, Antwerpen, † 10. avgust 1995, Gent.
Doktoriral je na Université Libre de Bruxelles, nato pa je predaval logiko in filozofijo znanosti na Univerzi v Gentu in na Vrije Universiteit Brussel. 
Na slednji so po njem poimenovali interdisciplinarni raziskovalni oddelek Center Leo Apostel.